# Pene
Il pene è l'organo copulatorio maschile tipico dei mammiferi ma presente anche in altri phyla. Nei mammiferi costituisce, con i testicoli, l'apparato riproduttivo esterno del maschio. Svolge anche le funzioni escrettive, come ultimo tratto interessato alla minzione.

## Filogenesi
Gli organi genitali esterni sono apparsi nel devoniano, circa 410 milioni di anni fa, quando i tetrapodi hanno iniziato ad abbandonare l'ambiente acquatico. Si rendeva infatti necessario ovviare all'assenza di fase liquida in cui rilasciare i gameti e ciò si ottenne attraverso il passaggio alla fecondazione interna.
Tra gli amnioti lo sviluppo di pene erettile è avvenuto indipendentemente per mammiferi, tartarughe, rettili e arcosauri, cioè coccodrilli e uccelli.
Nel corso dell'evoluzione gli uccelli hanno perduto questo organo, ad eccezione di Paleognati e Anseriformi.

## Mammiferi

Il pene di diversi mammiferi a confronto. In senso orario: asino; cavallo; uomo; toro.

### Monotremi
I Monotremi presentano caratteristiche particolari nell'apparato riproduttivo, in quanto sono forniti di cloaca, al cui interno si trova il pene, da questa derivato embriologicamente. Il pene si estroflette solo per la copula e i testicoli sono interni.
Nelle echidne il pene presenta quattro terminazioni poste su un tronco unico e la vagina femminile è biforcuta. Solo due terminazioni, alternativamente, partecipano alla copula.
Il pene dell'ornitorinco pare abbia solo due punte.

### Marsupiali
La maggior parte dei marsupiali ha il glande bifido, diviso in due colonne indipendenti, ognuna delle quali si può introdurre nella doppia vagina femminile.

### Placentati

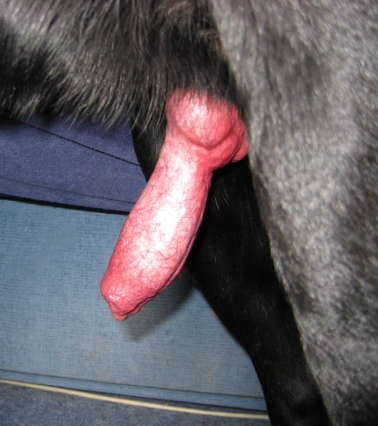
Pene eretto di un cane. Si nota il bulbus glandis.

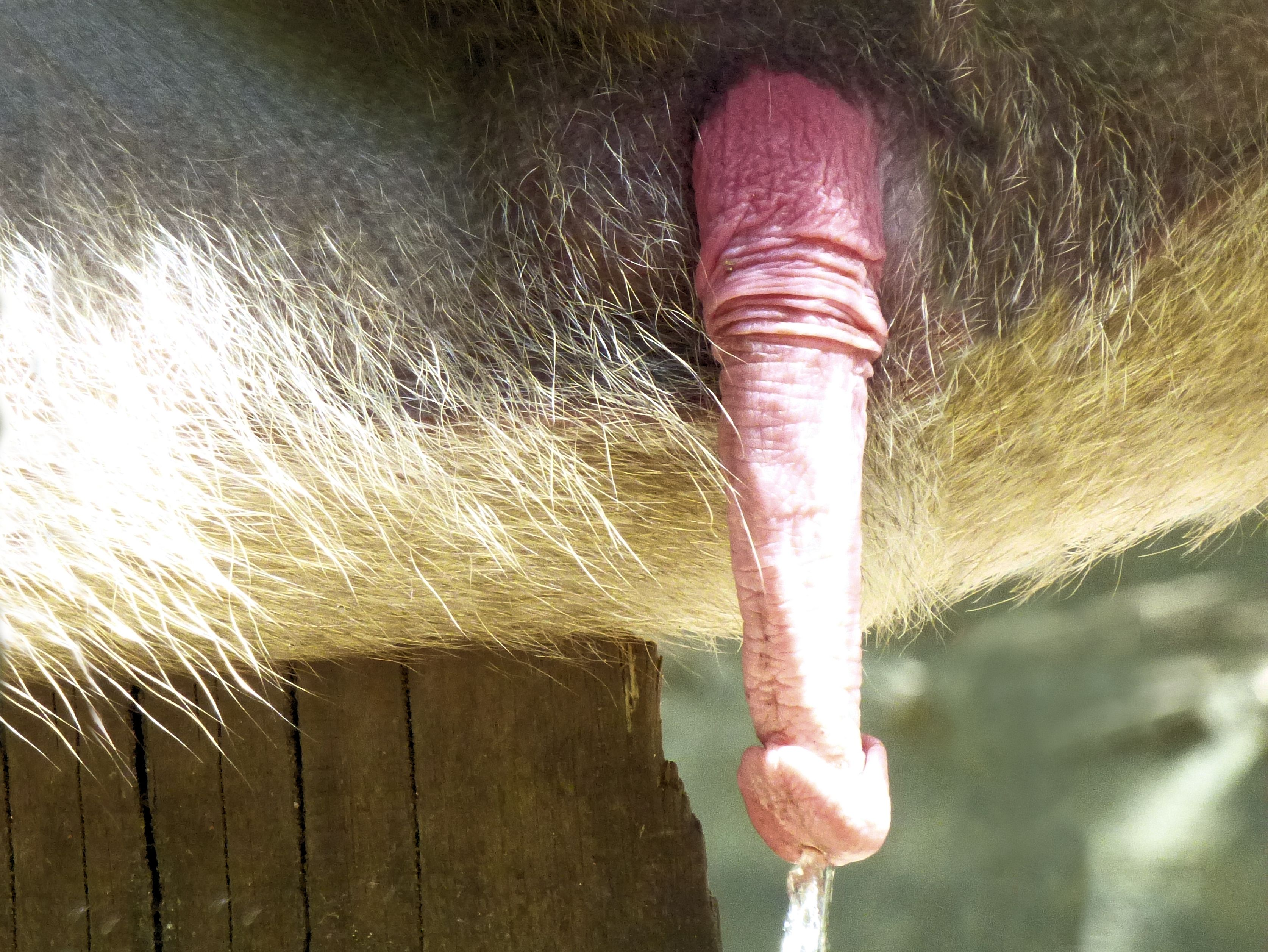
Pene di un'amadriade durante la minzione.

Nei placentati il pene è omologo del clitoride femminile, in quanto entrambe le strutture si sviluppano dalla medesima struttura embrionale. Si diparte da due radici che si uniscono formando il corpo cavernoso.
In misura diversa a seconda delle specie, il pene può fuoriuscire dal corpo; la sua parte distale è parzialmente racchiusa in una tasca cutanea aperta detta prepuzio, disposta ventralmente in prossimità dell'ombelico.
A dimostrazione della varietà anatomica del pene nei mammiferi, si può notare che nei ruminanti e nel verro presenta una caratteristica piegatura a "esse", negli elefanti, nei tapiri e nei delfini è prensile per facilitare la copula.
L'osso penico è una struttura che serve a mantenere rigido il pene per favorire il rapporto sessuale. La sua ampia distribuzione permette di ipotizzare che si sia evoluto presto nei placentati e che successivamente sia andato perduto in alcuni gruppi. È infatti presente nei roditori, insettivori, Carnivora, chirotteri e primati, tranne l'uomo e la scimmia ragno.
Il pene (e la clitoride) dei mammiferi svolgono un ruolo importante nei comportamenti riproduttivi: i loro recettori trasmettono le sensazioni al sistema di ricompensa, che favorisce la motivazione sessuale.

### Hominida
Nel corso dell'evoluzione degli ominidi, il sistema nervoso si è modificato dissociando la sessualità dai cicli ormonali e quindi alterando i geni recettori dei ferormoni e questo ha causato la scomparsa del riflesso di lordosi femminile. Ciò ha aumentato l'importanza delle sensazioni fisiche di pene e clitoride.

#### Homo sapiens
Nel maschio di Homo sapiens è assente l'osso penico quindi, diversamente dalle altre specie, i corpi cavernosi si riempiono di sangue per irrigidire la struttura e consentire la penetrazione della vagina.

## Rettili

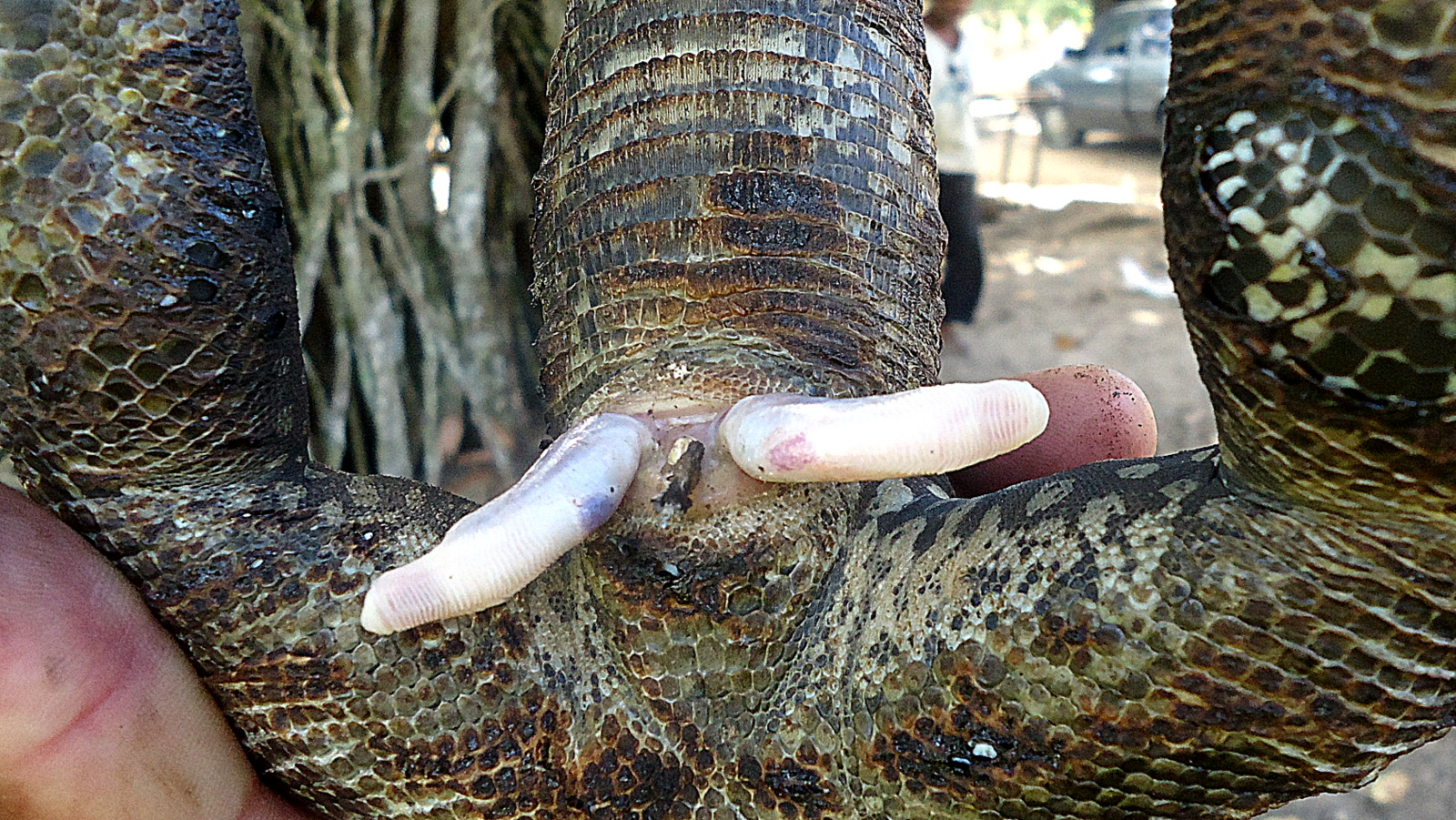
Emipeni di un Tupinambis teguixin.

Nei Lepidosauri (lucertole, serpenti, tuatara) ci sono emipeni, delle strutture non omologhe al pene situate nella parte posteriore della cloaca. In questo caso il plurale è d’obbligo in quanto ogni individuo ne possiede due, di questi però solo uno viene usato per la copula. 
Questi organi riproduttivi sono spesso dotati di ganci e spine, nei varani troviamo addirittura strutture calcificate. Tali insolite formazioni hanno la funzione di migliorare l’aggancio tra i due esemplari durante l’accoppiamento.
Il tuatara è privo di pene, presente però in fase embrionale, a dimostrazione che la specie si è evoluta da antenati muniti dell'organo.
- Testuggini struttura cloacale che si avvicina molto al pene dei mammiferi, i loro membri infatti possiedono del tessuto erettile grazie all'azione della pressione sanguigna.
- Arcosauri (Coccodrilli e Uccelli) qui solo il coccodrillo

## Uccelli

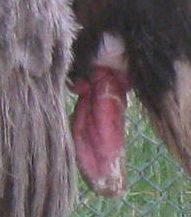
Pene di uno struzzo.

Di norma, negli uccelli non sono presenti veri e propri peni, con alcune eccezioni, come negli Anatidi, che spesso possono estroflettere l'organo per molti centimetri. Ad esempio, il pene dell'anatra argentina supera i 50 centimetri. Le forme affusolate e a cavatappi del pene servono ad ancorarsi alla partner ed iniettare velocemente lo sperma, considerato che la copula può durare anche meno di un secondo.

## Molluschi

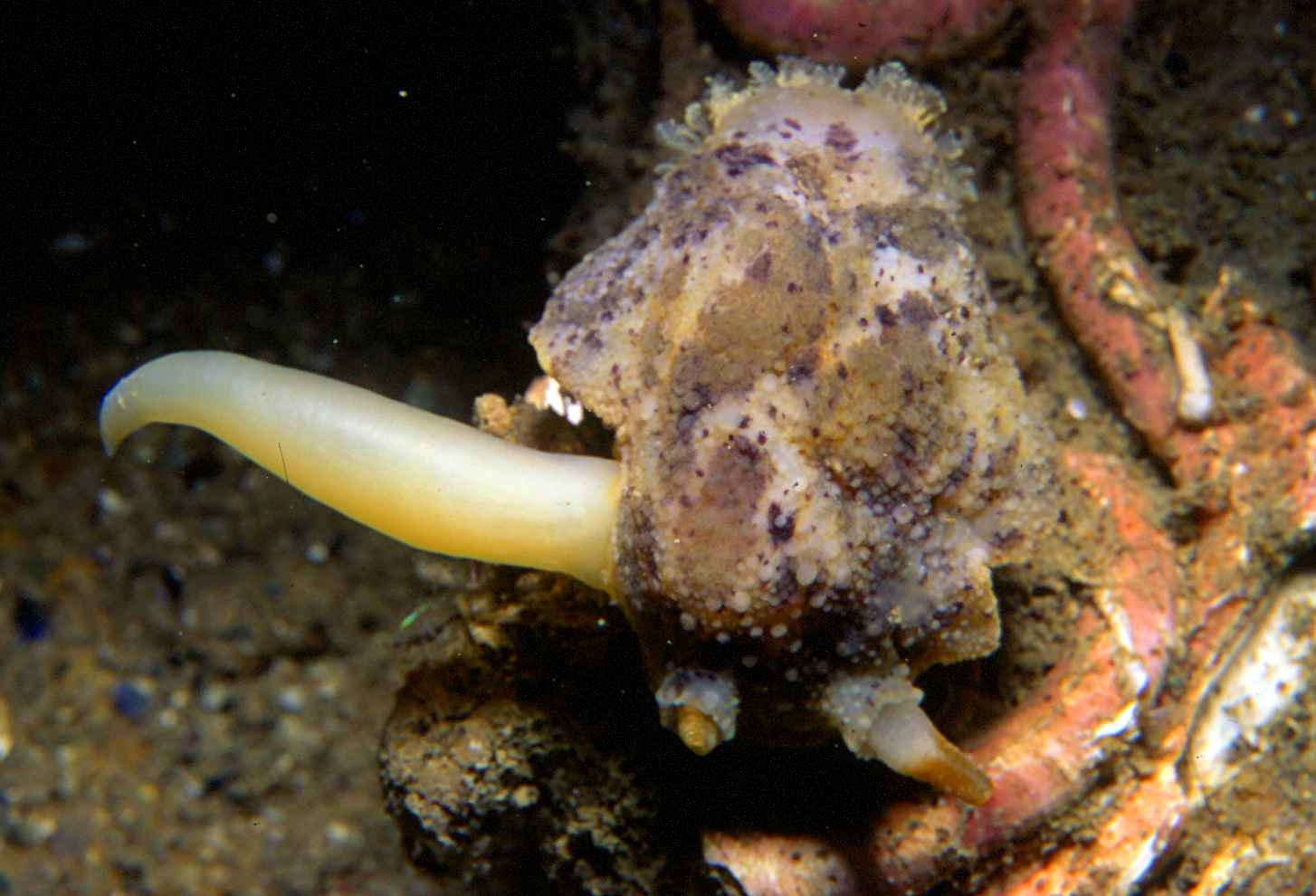
Pene di un Doris pseudoargus.

L'organo copulatorio dei Cephalopoda non è un pene, ma un braccio trasformato, detto ectocotile; tale struttura nel calamaro gigante è rudimentale e pertanto nella specie si è evoluto un pene.
Nulla si sa sul raro calamaro colossale, in quanto non è stato mai catturato un maschio.
In alcuni Gasteropodi nel complesso meccanismo ermafrodita esiste un "pene" che termina con un flagello.

## Insetti
Negli insetti maschi l'organo di introduzione dei gameti corrisponde alla parte distale del canale eiaculatorio. In alcuni Heteroptera, il maschio possiede un pene perforante, che introduce nel corpo della femmina: l'accoppiamento viene detto copula traumatica.
Il genere Neotrogla è l'unico caso in cui sono le femmine ad avere il pene e penetrare i maschi per prelevare lo sperma.